# Computational and Theoretical Chemistry
Computational and Theoretical Chemistry, abgekürzt Comput. Theor. Chem., ist eine chemische Fachzeitschrift. In der Zeitschrift werden Artikel zur Beschreibung von Molekülstrukturen chemischer Verbindungen mit theoretischen Methoden veröffentlicht. Die Zeitschrift erschien seit 1985 als Journal of Molecular Structure: THEOCHEM, als Spin-off des Journal of Molecular Structure. Den aktuellen Namen trägt die Zeitschrift seit 2011.
Der Impact Factor des Journals lag im Jahr 2024 bei 2,8.
Herausgeber der Zeitschrift sind S. Jenkins, J. Li, A. M. Martínez Vázquez, und T. Mineva.